# Municipio de Franklin (condado de Greene, Iowa)
El municipio de Franklin (en inglés: Franklin Township) es un municipio ubicado en el condado de Greene en el estado estadounidense de Iowa. En el año 2010 tenía una población de 158 habitantes y una densidad poblacional de 1,69 personas por km².

## Geografía
El municipio de Franklin se encuentra ubicado en las coordenadas 41°54′24″N 94°20′18″O / 41.90667, -94.33833. Según la Oficina del Censo de los Estados Unidos, el municipio tiene una superficie total de 93.48 km², de la cual 93,47 km² corresponden a tierra firme y (0 %) 0 km² es agua.

## Demografía
Según el censo de 2010, había 158 personas residiendo en el municipio de Franklin. La densidad de población era de 1,69 hab./km². De los 158 habitantes, el municipio de Franklin estaba compuesto por el 94,94 % blancos, el 2,53 % eran asiáticos, el 2,53 % eran de otras razas. Del total de la población el 2,53 % eran hispanos o latinos de cualquier raza.